# St. Andreas (Wernersreuth)

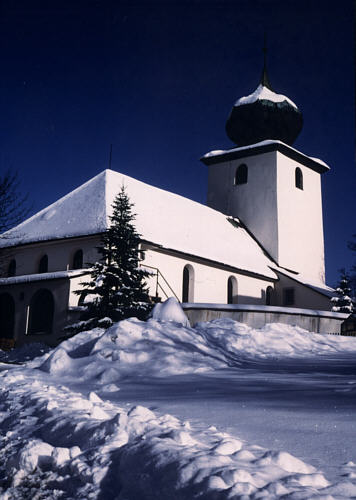
St. Andreas (Wernersreuth)

Die römisch-katholische, denkmalgeschützte Pfarrkirche St. Andreas steht in Wernersreuth, einem Gemeindeteil des Marktes Bad Neualbenreuth im Landkreis Tirschenreuth der Oberpfalz. Die Kirche gehört zum Bistum Regensburg. Das Bauwerk ist unter der Denkmalnummer D-3-77-142-66 als Baudenkmal in die Bayerische Denkmalliste eingetragen.

## Beschreibung
Die Saalkirche wurde 1723 über älteren Bauteilen errichtet. Sie besteht aus einem Langhaus und einem Chorturm im Osten, der mit einer Zwiebelhaube bedeckt ist. Seine unteren Geschosse sind mittelalterlich. 1812 wurde die Sakristei an die Südwand des Chorturms angebaut. Das Langhaus wurde 1910 nach Westen verlängert und eine Vorhalle eingerichtet, die 1969 umgebaut wurde.
Der Innenraum des Langhauses ist mit einer Flachdecke überspannt, der des Chors, d. h. der des Erdgeschosses des Chorturms mit einem Kreuzgratgewölbe. Zur Kirchenausstattung gehört ein Hochaltar aus der zweiten Hälfte des 18. Jahrhunderts. Die Orgel wurde 2003 von der Orgelbau Eisenbarth gebaut.